# Baripada
Baripada (o Mayurbhanj) è una suddivisione dell'India, classificata come municipality, di 94 947 abitanti, capoluogo del distretto di Mayurbhanj, nello stato federato dell'Orissa. In base al numero di abitanti la città rientra nella classe II (da 50 000 a 99 999 persone).

## Geografia fisica
La città è situata a 21° 56' 6 N e 86° 43' 17 E e ha un'altitudine di 35 m s.l.m.

## Società

### Evoluzione demografica
Al censimento del 2001 la popolazione di Baripada assommava a 94 947 persone, delle quali 50 655 maschi e 44 292 femmine. I bambini di età inferiore o uguale ai sei anni assommavano a 10 031, dei quali 5 179 maschi e 4 852 femmine. Infine, coloro che erano in grado di saper almeno leggere e scrivere erano 73 077, dei quali 41 732 maschi e 31 345 femmine.